# Outlawz
Outlawz (Operating Under Thug Laws as Warriors) – amerykański zespół muzyczny stworzony przez Tupaca Shakura (1971-1996) w 1993 roku.

## Historia
Początki
Początki Outlawz wiążą się z grupą Dramacydal, która powstała w roku 1993, jednak oficjalnie zadebiutowała na albumie Tupaca Shakura – Me Against The World w 1995. Zespół składał się wtedy z czterech członków – K-Dog (Kastro), Young Hollywood (Yaki Kadafi), Mu (Napoleon) i Big Malcolm (E.D.I. Mean). Gdy 2Pac podpisał kontrakt z wytwórnią Death Row po wyjściu z więzienia, została uformowana grupa o nazwie Outlaw Immortalz, lub po prostu Outlawz. Prócz członków zespołu Dramacydal, zwerbowani do niej zostali Mopreme, Big Syke, Hussein Fatal, a w późniejszym okresie Young Noble. Outlawz swój pierwszy udział miało na albumie All Eyez on Me w utworze "When We Ride", w roku 1996.
Lata późniejsze
Wkrótce po dołączeniu, Mopreme i Big Syke zmuszeni są opuścić Outlawz. Odchodzą z Death Row z powodów finansowych. Dwa miesiące po śmierci 2Pac'a, ginie Yaki Kadafi. Także po tym, jak grupa postanawia współpracować z Death Row (gdyż nigdy nie podpisali z nimi kontraktu), odchodzi Hussein Fatal, następnie Napoleon. W 1999 wydana zostaje płyta Still I Rise, zawierająca niewydane dotychczas utwory Outlawz u boku 2Pac'a. Grupa znana jest także ze współpracy z Boot Camp Click i Dead Prez. Dziś Outlawz (aktualnie Young Noble & E.D.I. Mean) powiązani są z wytwórnią Young Bucka – Ca$hville Records. 11 lipca 2015 roku Hussein Fatal zginął w wypadku samochodowym. 4 lipca 2025 śmiercią samobójczą zginął Young Noble.

## Dyskografia
Albumy
Źródło.
- Still I Rise (1999)
- Ride wit Us or Collide wit Us (2000)
- Novakane (2001)
- Neva Surrenda (2002)
- Outlaw 4 Life: 2005 A.P. (2005)
- Can't Sell Dope Forever (oraz Dead Prez, 2006)
- Ghetto Monopoly (oraz JT The Bigga Figga, 2006)
- We Want In - The Street L.P (2008)
- Perfect Timing (2011)

Mixtape'y
- Jerzey Mob Vol. 1 (2001)
- Outlaw Warriorz Vol. 1 (2004)
- Life Of An Outlaw (2005)
- Retribution: The Lost Album (2006)
- Outlaw Culture (2006)
- Can't Turn Back (2007)
- Killuminati 2k10 (2010)
- Killuminati 2k11 (2011)
- Killuminati 2K12 (2012)
- Welcome 2 Cashville (oraz Ca$hville Records, 2012)
- Warrior Music (oraz Young Buck, 2013)
- Jerzey Giant (2014)